# Graciano el Joven
Flavio Graciano Augusto (en latín, Flavius Gratianus Augustus; abril o mayo de 359-25 de agosto de 383), más conocido como Graciano o Graciano el Joven para diferenciarlo de su abuelo Graciano el Viejo, fue emperador de Occidente entre 375 y 383.
Favoreció claramente la doctrina calcedonia frente al resto de cultos, quitando el Altar de la Victoria del Senado, a pesar de la protesta de muchos senadores, encabezados por Quinto Aurelio Símaco.

## Vida
Era hijo del emperador Valentiniano I y de su primera esposa, Marina Severa. Nació en la ciudad de Sirmium (hoy Sremska Mitrovica, Serbia), en la entonces provincia romana de Panonia II.
El 4 de agosto de 367 fue proclamado Augusto por su padre. A la muerte de Valentiniano, el 17 de noviembre de 375, las tropas destacadas en Panonia proclamaron emperador a su hermano pequeño Valentiniano, que entonces era solamente un bebé. Valentiniano era medio hermano de Graciano, nacido de Justina, viuda de Magnencio y segunda esposa de Valentiniano I.
Graciano aprovechó la oportunidad que se le brindaba; se reservó para sí la administración de las provincias galas, mientras que puso Italia, Iliria y África bajo el mando de Valentiniano y su madre, los cuales establecieron su residencia en Milán. La división, no obstante, era meramente nominal y la autoridad real quedó por completo en manos de Graciano.
El Imperio romano de Oriente estaba bajo el dominio de su tío Valente. En mayo de 378, Graciano derrotó completamente a los lentienses, la tribu más austral de los alamanes, en la batalla de Argentovaria, cerca de la actual Colmar. Ese mismo año, Valente encontró la muerte en la batalla de Adrianópolis el 9 de agosto, esta derrota fue el mayor desastre militar romano desde Cannas, y con peores consecuencias, pues los godos, que habían entrado en el imperio huyendo de los hunos y provocando una catástrofe demográfica no volvieron a salir, siendo el primer pueblo germano que se asentó dentro del imperio. Valente anteriormente había rechazado esperar a Graciano y a su ejército para combatir juntos contra los godos; dos tercios del ejército romano oriental cayó en la batalla.
El gobierno del Imperio de Oriente quedó en poder de Graciano, y una de sus decisiones más relevantes, pues iba a significar la conquista del estado por los católicos, fue proponer al general hispano Flavio Teodosio el gobierno de la parte oriental para enfrentarse al caos tras la invasión de los godos y después de la aplastante derrota. Teodosio y Graciano colaboraron para enfrentarse al problema germánico y compitieron por atraerse el apoyo de los cristianos que reivindicaban los acuerdos del Concilio de Nicea de la época de Constantino y que aspiraban a que el cristianismo fuera "católico" (en griego, universal).
Teodosio fue nominado emperador de Oriente el 19 de enero de 379. La revuelta contra Graciano la encabezó un general hispano pariente de Teodosio, Comes Britanniorum Magno Máximo, aprovechando sus victorias en Britania frente a los pictos, invadió la Galia con un gran ejército. Graciano, que esperaba hacerle frente en París, fue traicionado por sus tropas tras cinco días de escaramuzas y se vio obligado a huir. Sin embargo, fue alcanzado en Lyon, donde fue entregado por el gobernador de la ciudad a Andragatio, uno de los generales de Máximo y asesinado el 25 de agosto de 383. Para otros historiadores Graciano no fue decisivo, sino que las cosas se impusieron con la fuerza de los nuevos tiempos.

## Legado

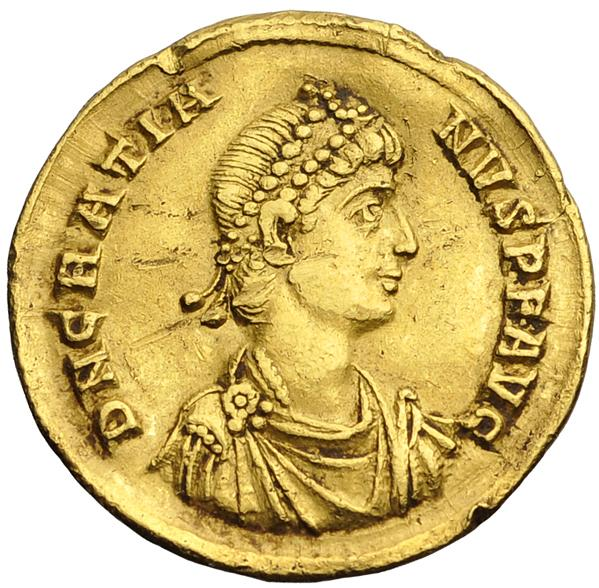
Sólido de Graciano.

El reinado de Graciano es una época importante en la historia eclesiástica, pues durante este periodo el cristianismo se convirtió por primera vez en la religión dominante en todo el imperio. 
Bajo la influencia de Ambrosio, Graciano prohibió ciertas ceremonias paganas en Roma; utilizó el título de Pontifex Inclytus; retiró el Altar de la Victoria de la Casa Senatorial en Roma, a pesar de las protestas de los miembros paganos del Senado, y confiscó sus rentas; prohibió las donaciones de propiedades materiales a las Vestales; y abolió otros privilegios que poseían los sacerdotes y sacerdotisas paganos. A pesar de estas actuaciones, Graciano permitió a los alanos que habían emigrado al Imperio practicar su religión, que incluía sacrificios humanos a Ares, e incluso sumó a muchos de ellos a su guardia personal, cosa que ofendió tanto a sus soldados cristianos y paganos, que conspiraron para asesinarlo.
Graciano también publicó un decreto por el que todos sus súbditos cristianos debían profesar la fe de los obispos de Roma y de Alejandría, es decir, la fe de Nicea. El movimiento fue empujado principalmente en la creencia de poder acabar así con el arrianismo, pero sectas disidentes más pequeñas, tales como los macedonios, también fueron prohibidas.